# الضجاج (بني العوام)

تعديل مصدري - تعديل

الضجاج هي إحدى قرى عزلة بني القدمي بمديرية بني العوام التابعة لمحافظة حجة، بلغ تعداد سكانها 357 نسمة حسب تعداد اليمن لعام 2004.